# Arabella (Vorname)
Arabella [ˌæɹ.ə.ˈbɛl.ə] ist ein weiblicher Vorname.

## Herkunft und Bedeutung
Die Etymologie des Namens ist ungesichert.
Vermutlich handelt es sich um die latinisierte Form eines ursprünglich schottischen Namens unbekannter Etymologie. Erstmals erschien er im 12. Jahrhundert in Schottland in der Form Orabilis. Dabei handelt es sich wahrscheinlich bereits um eine ans Lateinische angeglichene Variante des Namens, um der Volksetymologie latein orabilis „anrufbar“ von orare „anrufen“, „beten“ zu entsprechen.
Eine andere Theorie leitet den Namen von Annabella (s. Annabel) her. Demnach habe sich eine im Mittelalter typische Lautverschiebung vom N zum R vollzogen.
Auch eine Herleitung von Arabia „die Araberin“ ist nicht ausgeschlossen.

## Verbreitung
Der Name Arabella ist in Schottland und im Norden Englands seit den 1600er Jahren bezeugt.
In England und Wales gewinnt Arabella seit den 2000er Jahren an Popularität. Seit 2015 zählt er zu den 100 beliebtesten Mädchennamen und erreichte im Jahr 2020 mit Rang 40 seine bislang höchste Platzierung in den Vornamenscharts. Zuletzt stand er auf Rang 47 (Stand 2022). Ein ähnliches Bild zeigt sich in Schottland, wo der Name im Jahr 2020 in die Hitliste der 100 beliebtesten Mädchennamen eintrat. Im Jahr 2023 belegte er zum zweiten Mal in Folge Rang 83 der Hitliste. In Nordirland erreichte er lediglich im Jahr 2020 eine Platzierung in der Top-100 der Vornamenscharts (Rang 84).
In den USA wurde der Name bereits im ausgehenden 19. Jahrhundert gelegentlich vergeben. Nachdem er im Jahr 2005 das erste Mal seit 107 Jahren die Hitliste der 1000 meistgewählten Mädchennamen erreicht hatte, gewann er rasch an Popularität. Bereits neun Jahre später zählte er zu den 200 beliebtesten Mädchennamen des Landes. Auf dieser Hitliste fand er sich von 2014 bis 2019 sowie im Jahr 2021. Als höchste Platzierung erreichte er in diesem Zeitraum Rang 175 (2017). Zuletzt sank die Beliebtheit des Namens, sodass er im Jahr 2023 auf Rang 227 der Vornamenscharts stand.
Der Name Arabella war in Österreich vor allem in den 1990er Jahren geläufig, zählte jedoch nie zu den beliebtesten Mädchennamen. Von 1991 bis 1996 zählte er zu den 400 beliebtesten Mädchennamen des Landes und erreichte im Jahr 1996 mit Rang 271 seine bislang einzige Top-300-Platzierung. Danach sank die Popularität des Namens, der heute nur noch vereinzelt vergeben wird (Stand 2022).
In Deutschland gewann der Name Arabella im Jahr 2011 stark an Popularität, wird jedoch nach wie vor ausgesprochen selten vergeben. Zwischen 2010 und 2023 wurde er nur etwa 100 Mal als erster Vorname gewählt.

## Varianten
- Arabel, Arable, Arabelle
- Arbella
- Arbell, Arbelle
- Orabilis
- Orabilia
- Orabel, Orabell, Orable

Als männliche Variante erscheint Oriabel.

## Namensträger
- Arabella Churchill (1648–1730), Mätresse des englischen Königs Jakob II.
- Arabella Huntington (1851–1924), US-amerikanische Kunstmäzenin und Kunstsammlerin
- Arabella Kiesbauer (* 1969), deutsche Fernsehmoderatorin
- Arabella Koller (* 2000), österreichische Tennisspielerin
- Arabella Elizabeth Roupell (1817–1914), britische botanische Illustratorin
- Arabella Spencer-Churchill (1949–2007), britische Mitbegründerin des Glastonbury Festivals
- Arabella Stanton (* 2014), britische Schauspielerin
- Arabella Steinbacher (* 1981), deutsche Violinistin
- Arabella Gabrielle „Bella“ Sims (* 2005), US-amerikanische Schwimmerin
- Arabella Stuart (1575–1615), englische Adlige
- Crescentia Arabella Ritter (1886–1974), deutsche Sopranistin und Schauspielerin, bekannt als Bella Waldritter

Weiterer Vorname
- Gracia Arabella Baur (* 1982), deutsche Popsängerin
- Ines Arabella Lutz (* 1983), deutsche Schauspielerin
- Christiane Margarete Arabella Triebel (* 1955), deutsche Moderatorin und Schauspielerin, bekannt als Christine Reinhart